# Vriesea odorata
Vriesea odorata är en gräsväxtart som beskrevs av Elton Martinez Carvalho Leme. Vriesea odorata ingår i släktet Vriesea och familjen Bromeliaceae. Inga underarter finns listade i Catalogue of Life.